# Giacomo Beltrami (Konsul)

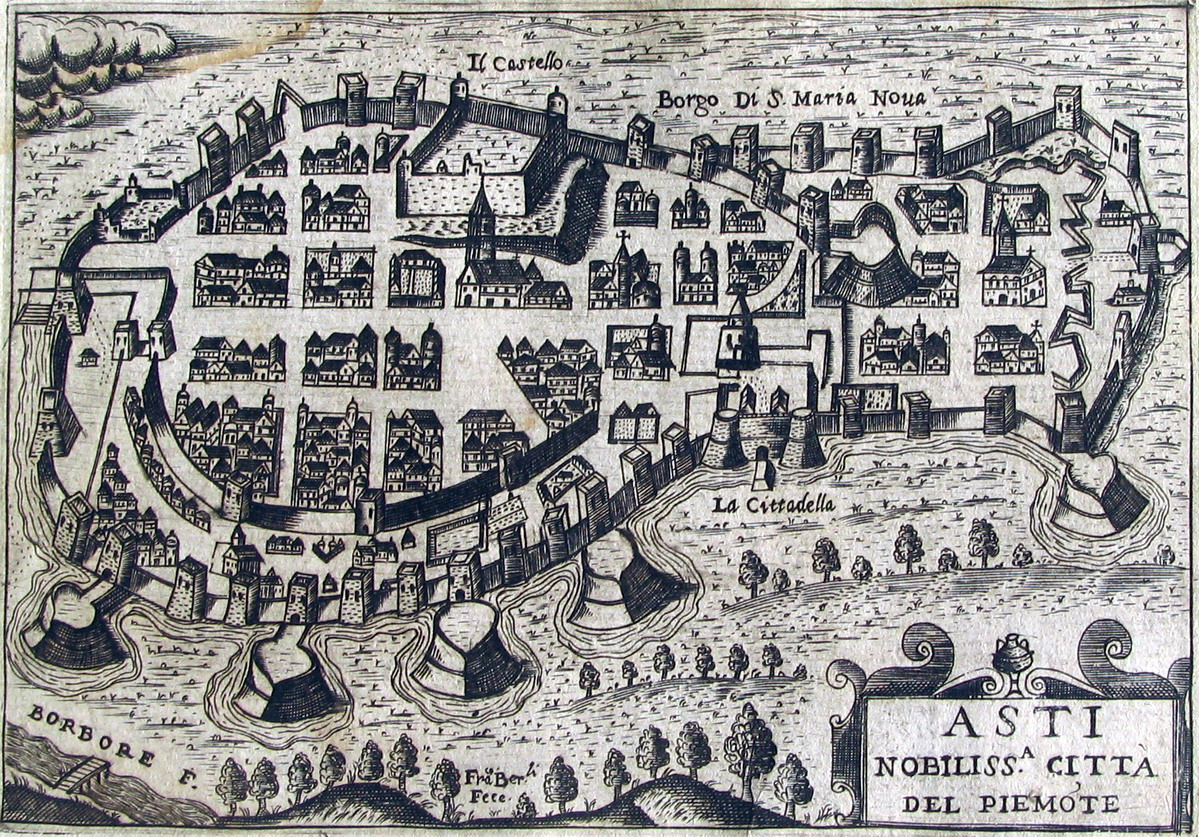
Alte Ansicht der Stadt Asti

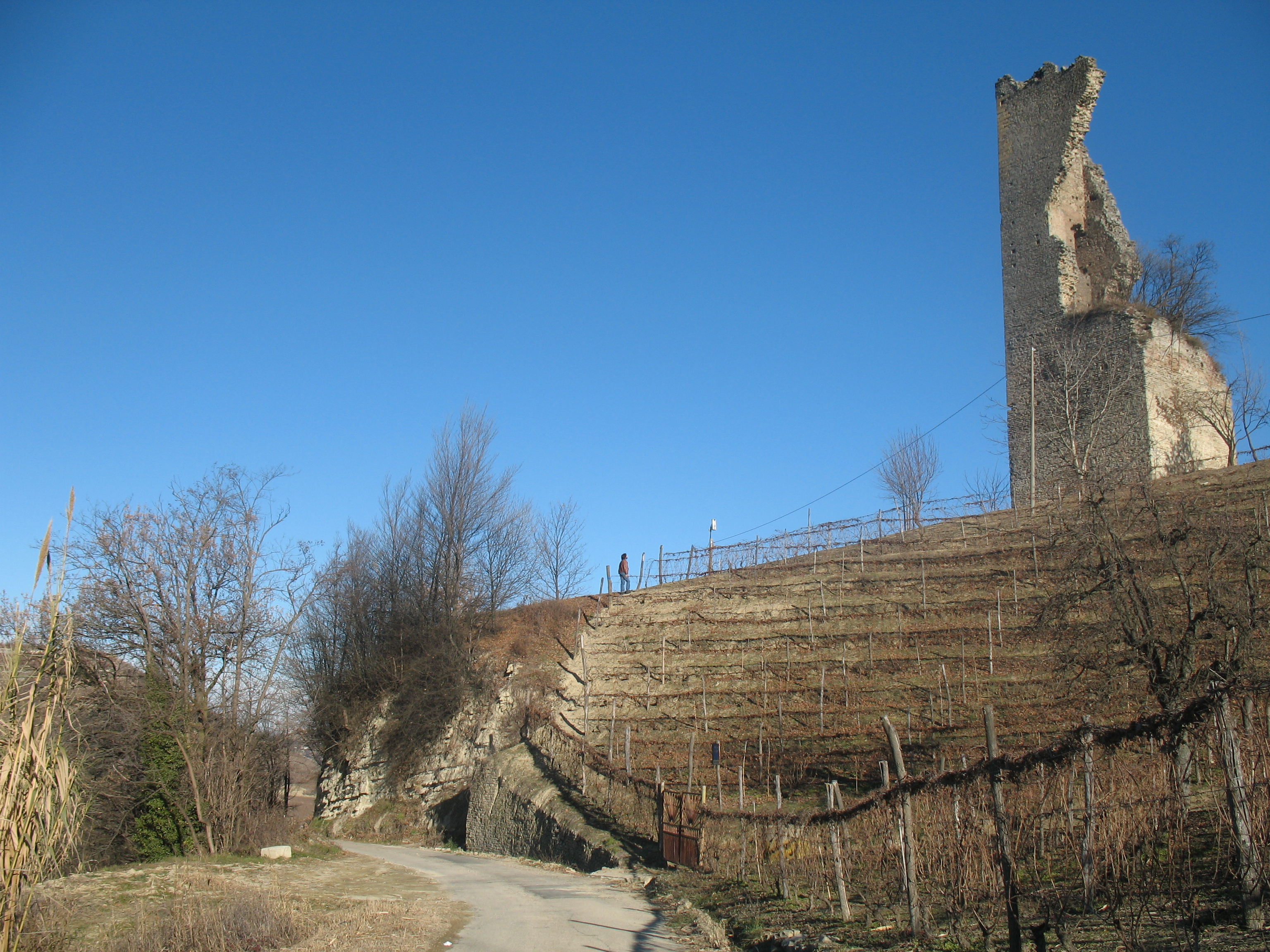
Ruine der Burg von S. Stefano di Belbo, die sich im 13. Jahrhundert im Besitz der Beltrami befand

Giacomo Beltrami (* um 1130 in Asti; † um 1180) war ein italienischer Patrizier und Konsul aus Asti.

## 12. Jahrhundert
Das Geschlecht der Beltrami findet sich bereits in den frühen schriftlichen Verzeichnissen der Stadt Asti, die seit dem Jahr 1095 zu den freien lombardischen Kommunen Norditaliens gehörte. Während rund zweihundert Jahren gehörten die Beltrami (auch Beltramo oder Bertramenghi genannt) zu den politisch führenden Familien der Stadt Asti. Giacomo Beltrami, Patrizier und Konsul der Stadt Asti, ist der älteste bekannte Vertreter dieses Geschlechts. Er findet sich in einer Urkunde aus dem Jahr 1163 unter den Konsuln der freien Stadt Asti. Gemäß dem italienischen Historiker Luigi Cibario wurde Asti in dieser Zeit von sieben Konsuln regiert, die aus den lokalen Adels- oder Kaufmannsfamilien stammten. Im Jahr 1190 wurde in einer Urkunde ein Berardo Beltrami als Ratsmitglied (Consigliere) der Stadtregierung von Asti erwähnt. 

## 13. Jahrhundert
Eine weiter Erwähnung stammt aus dem Jahr 1221, in dem die Brüder Manfredo und Federico Beltrami als Ratsherren von Asti erwähnt werden. Und aus einem Dokument aus dem Jahr 1261 geht hervor, dass sich einige Mitglieder der Familie Beltrami unter den Anführern einer ghibellinischen Fraktion befanden, die im Konflikt mit der mächtigen welfischen Adelsfamilie Solari stand. 1276 findet sich ein Percivalle Beltrami unter den Ratsherren der Stadt. Im Jahre 1279 wurde Anselmo Beltrami, Doktor und Mitglied der Stadtregierung, schließlich der Adelstitel „Signore di Santo Stefano di Belbo“ verliehen. Die Burg von San Stefano di Belbo befand sich in dieser Zeit im Besitz der Familie Beltrami, die diese jedoch kurze Zeit später an die Markgrafen von Busca verkaufte. 

## 14. Jahrhundert
Die letzten urkundlichen Erwähnungen des Geschlechts Beltrami stammen aus dem frühen 14. Jahrhundert herum. Danach verliert sich die Spur der Beltrami in Asti. Ob die Familie erlosch, einen anderen Namen angenommen hatte, oder im Zuge des Konflikts zwischen den ghibellinischen und den guelfischen Anhängern aus der Stadt vertrieben wurden, ist nicht bekannt.